# Alfonso Lorenzo
Alfonso Lorenzo (fl. XX secolo) è stato un calciatore argentino, di ruolo centrocampista.

## Caratteristiche tecniche
Giocava come interno o mediano sinistro.

## Carriera

### Nazionale
Con la nazionale argentina prese parte ai Mondiali del 1934, dove non scese mai in campo.

## Palmarès

### Individuale
- Capocannoniere della Primera División (AAF): 1

1933 (16 reti)